# 陳嬰
陈婴（？—前183年），秦末汉初人物。

## 生平
陈婴原是秦朝末年东阳县（今安徽天长县）令史，住在县城中，为人一向诚信谨慎，被尊称作长者。

### 起事反秦
东阳县的年轻人杀死了县令，相聚两万人，想要拥立陈婴为王。陈婴的母亲因此对陈婴说：“自从我作了你们陈家的媳妇后，还没听说你的祖上有过地位显赫之人。今日突然获得大声望，恐怕不是好兆头。不如归附他人，事情成功了，仍得以封侯，事情失败了，也便于逃亡。”陈婴于是不敢称王，对部下说：“项氏世代为将，在楚国有盛名。我们依靠名门望族，一定能灭亡秦朝！”部下听从，这时项梁听到陈婴已经攻克了东阳，项梁即派出使者，想要与陈婴联合起来共同西进。陈婴即让部队归项梁统帅。

### 上柱国
秦二世二年（前208年），项梁立熊心为楚怀王，陈婴任上柱国，封五县。

### 降汉
项羽死后陈婴降汉朝。平定豫章、浙江。汉高祖六年（前201年）十二月甲申封堂邑侯，堂邑侯封地六百户。陈婴后来做了楚元王丞相，食邑增加到1800户，功臣排行86。陈婴受封堂邑侯18年后（前183年）去世，谥安侯。

## 后裔
- 子：堂邑恭侯 陈禄
  - 孙：堂邑夷侯 陈午
    - 曾孙：陈季须
    - 曾孙女：孝武陈皇后
    - 曾孙：陳蟜
      - 玄孙：昭平君
- 六世孙 陈尊